# Réserve biologique intégrale de Lucifer Dékou Dékou
La réserve biologique intégrale de Lucifer Dékou Dékou est une réserve biologique intégrale située en Guyane sur les communes de Saint-Laurent-du-Maroni et Apatou. Avec une superficie de 64 373 ha, c'est la plus grande réserve biologique intégrale française.

## Sites remarquables de la réserve
- Le Mont Dekou culmine à 567 m, il est couvert d'une végétation spécifique de graminées
- Le mont Lucifer, 500 m d'altitude, héberge de nombreuses espèces endémiques[3].

## Menaces sur le site
Depuis 2010, les sociétés canadienne Columbus Gold et russe Nordgold, projettent de développer une mine d'or en limite et à l'intérieur de la réserve. En aval de la réserve, 200 000 hectares de forêts primaires seraient cédées aux compagnies minières pour une production de bois combustible. À la suite de la mobilisation d'associations de défense de l'environnement dont "or de question !", le projet a été abandonné par le gouvernement français en 2019, arrêt du projet confirmé par la cour d'appel de Bordeaux en 2024.